# Феррария
Феррария (лат. Ferraria) — род многолетних травянистых клубнелуковичных растений из семейства Касатиковые, или Ирисовые (Iridaceae), включающий в себя около 10 видов.

## Этимология названия
Данное роду Йоханнесом Бурманом, название Ferraria происходит от фамилии итальянского ботаника Джованни Баттисты Феррари (1584—1655), в 1633 году описавшего один из видов этого рода.

## Ботаническое описание
Клубнелуковичные травянистые многолетние красивоцветущие эфемериды. Листья очерёдные, ланцетные, влагалищные, жёсткие, голубовато-зелёные, к верхушке постепенно уменьшающиеся, собраны в двухрядную или прикорневую розетку. Цветки на разветвлённых цветоносах, возвышающиеся над листьями, или сидячие, соцветия малоцветковые, несут поочерёдно расцветающие цветки 4-6 см в диаметре, напоминающие цветки ириса, пёстрой окраски, с сильно гофрированными волнистыми краями 6 долей околоцветника — 3 больших и 3 малых, и рассечённым перистым рыльцем пестика. Каждый цветок цветёт один день. У некоторых видов цветки с неприятным запахом. Самоопыляющиеся растения. Холодостойкое до 0°С.

## Ареал
Сухие песчаные области, иногда побережья тропической и Южной Африки.

## Некоторые виды используемые в культуре
F. crispa, syn. F. undulata - многолетнее клубнелуковичное с обвивающими линейно-ланцетными, ок. 15-30 см листьями, с постепенно уменьшающимися листовыми влагалищами. Весной в пазухах листьев появляются желтовато-коричневатые, с жёлтыми пятнами в зеве цветки, с сильно волнистыми краями лепестков околоцветника. Высота растения 20-40 см, ширина 15 см.
F. ferraricola,  syn. F. viridiflora - многолетнее клубнелуковичное растение с 5-6 удлинённым бледно-зелёными листьями в прикорневой розетке и обвивающими стебель вздутыми листовыми влагалищами. Цветки 3-5 см в диаметре, сложены из 3 наружных — заметно больших, и 3 узких внутренних долей околоцветника с сильно волнистыми краями, с зелёной полоской посередине каждого, и сине-зелёными пятнами в зеву. Высота растения 10-16 см, ширина 10 см.
F. uncinata — многолетнее клубнелуковичное с мечевидными, изогнутыми сине-зелёными, длиной 7-10 см листьями, у основания с раздутыми листовыми влагалищами. Из листовых пазух появляются цветы около 5 см в диаметре, синего цвета, 6 долей околоцветника с сильно волнистыми краями серого, жёлтого или оранжевого цвета, основание околоцветника бледно-зелёное. Высота растения 20-25 см, ширина 15 см.

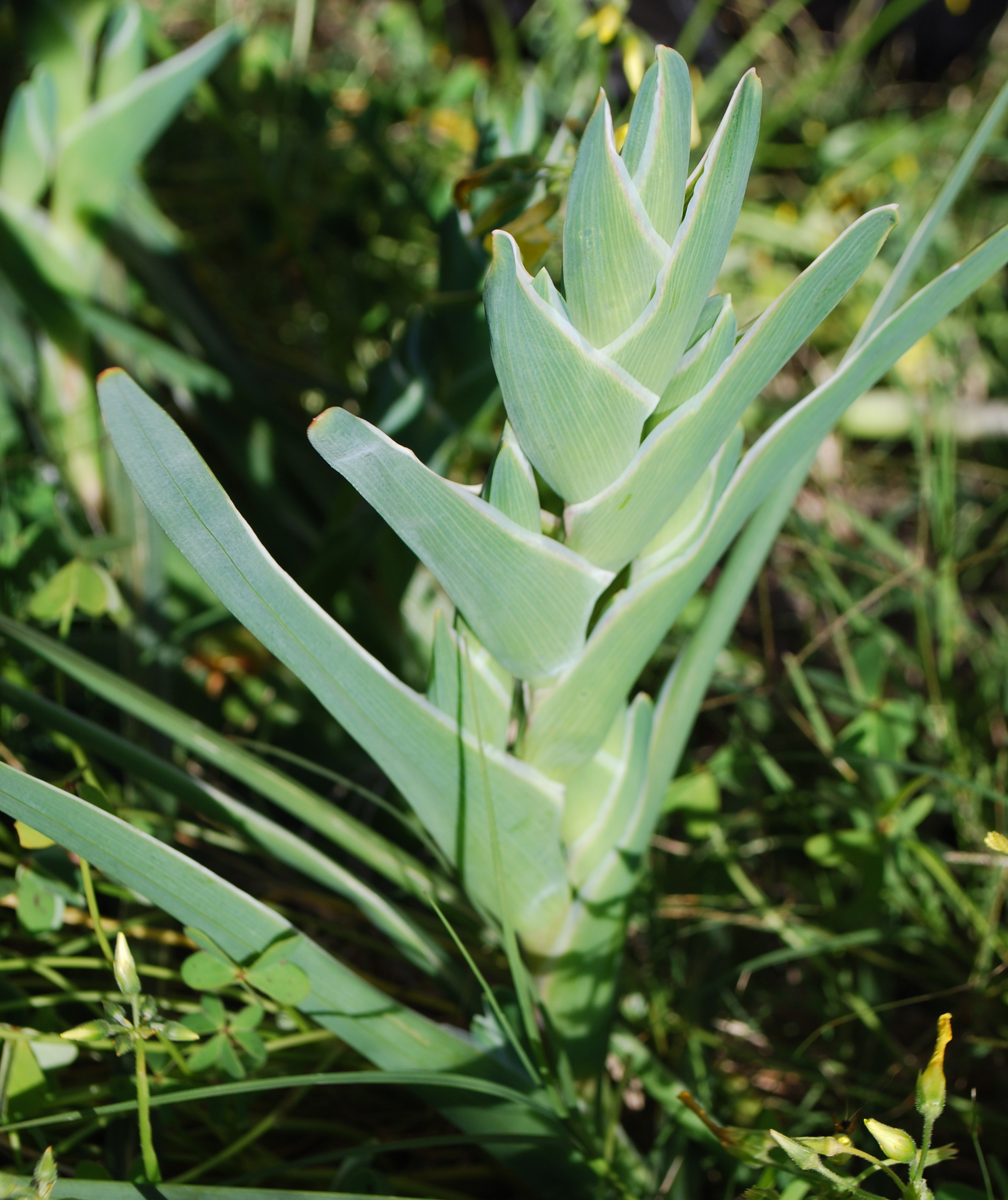
Ferraria crispa, листва.
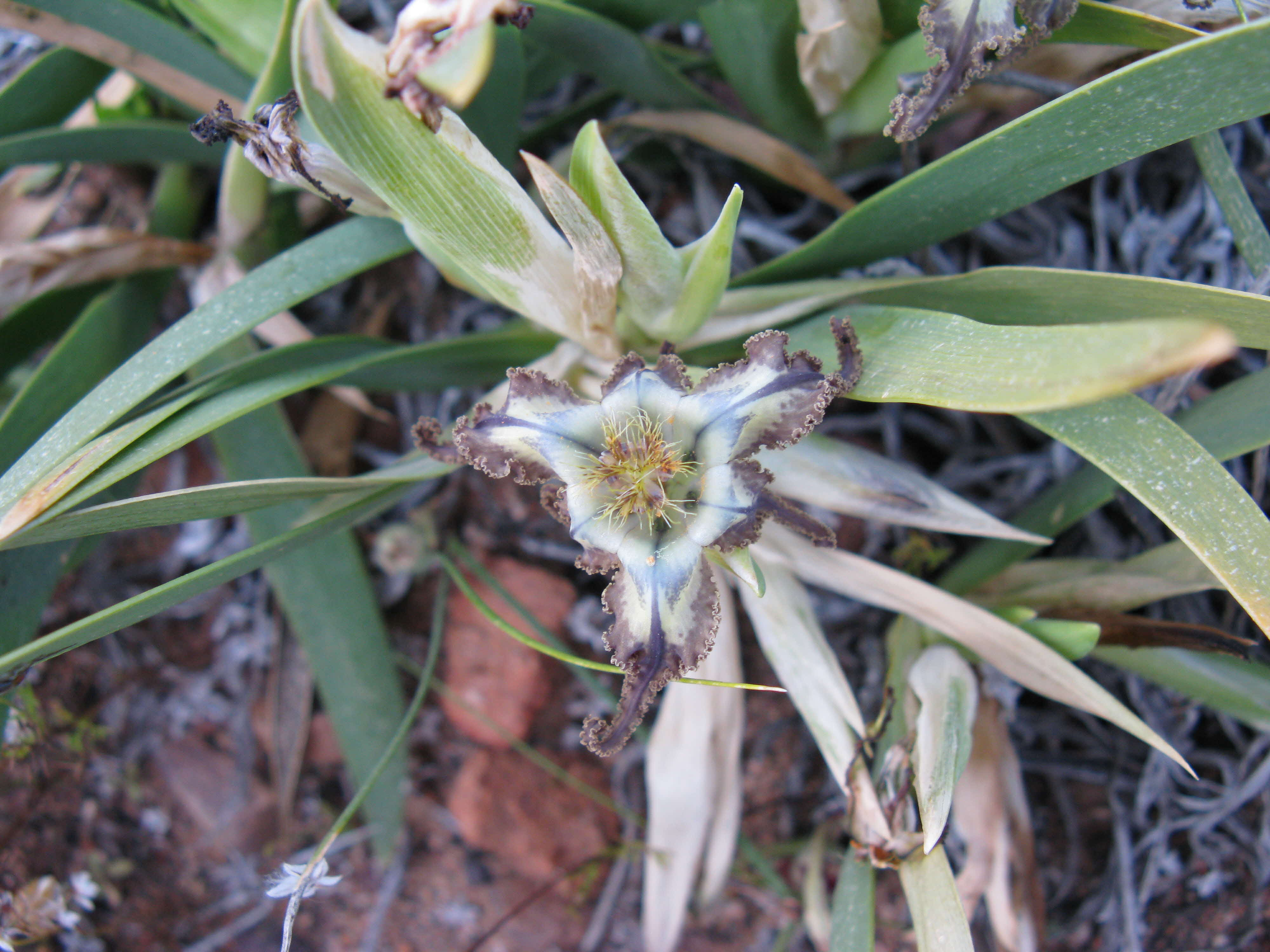
Ferraria sp.в Южной Африке
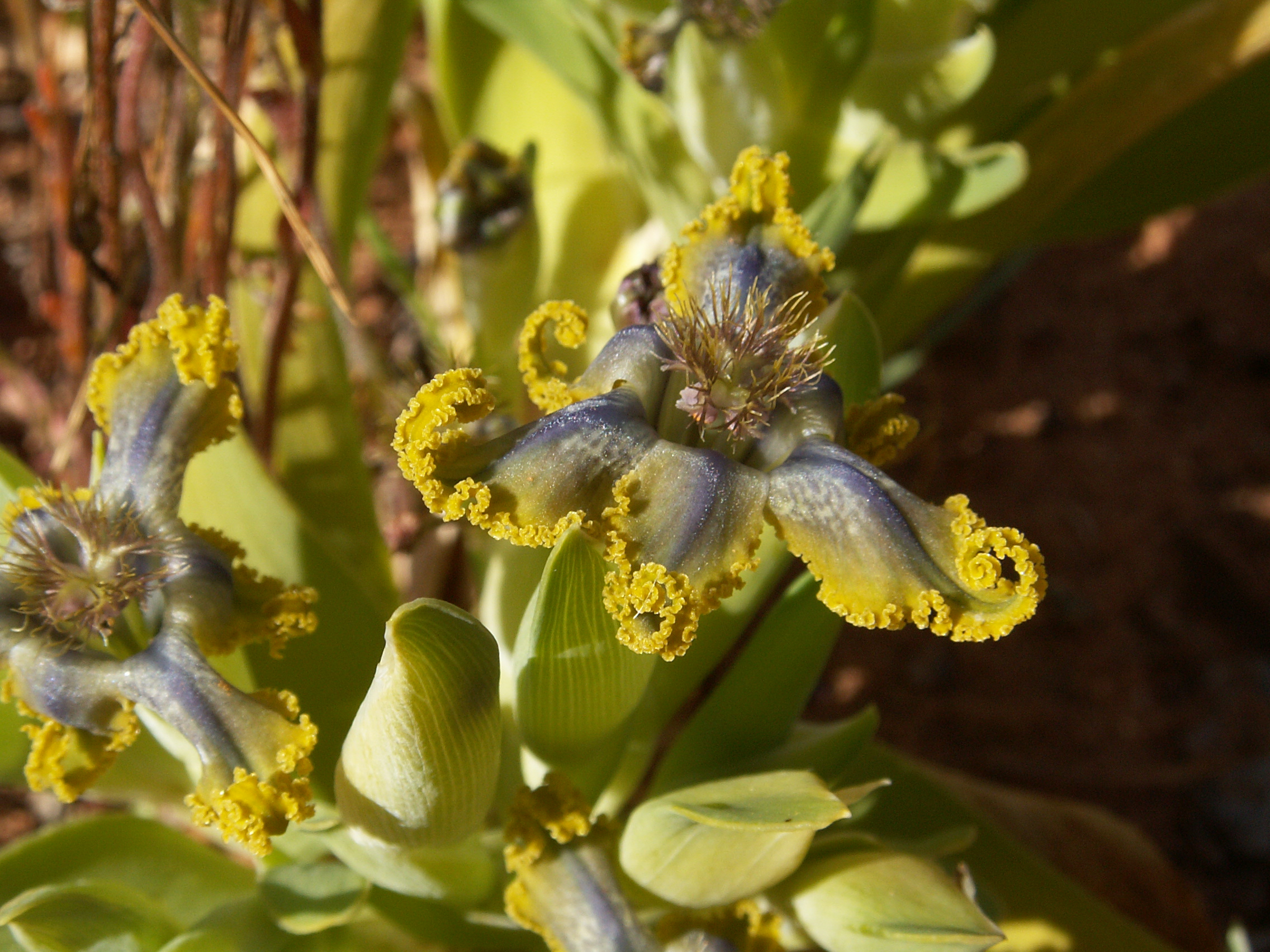
Ferraria uncinata

## Хозяйственное значение и применение
В умеренном климате выращивают как горшочное, выгоночное красивоцветущее растение с зимним сроком цветения, в оранжереях и зимних садах. В безморозных областях выращивают в открытом грунте группами в цветниках и рокариях.

## Агротехника
Посадка. Для посадки в закрытом грунте используют обычный садовый субстрат с добавлением мелкого щебня; посадку проводят по несколько клубнелуковиц в большие горшки, которые устанавливают на солнечном месте.
В открытом грунте сажают группами в насыпной, приподнятый над уровнем почвы, цветник, в рокарий, в альпинарий или к солнечной стене. Посадку проводят осенью, на глубину 15 см.
Уход. В период роста и цветения (зимой) поливайте осторожно, умеренно; 1 раз в месяц подкармливайте жидким комплексным удобрением. Летом не поливайте.
Размножение.Посевом семян летом или осенью при 6-12°С. Молодыми клубнелуковицами отделёнными при пересадке от материнских растений.
Растение происходит из южного полушария, поэтому в северном полушарии цветение приходится на зимние месяцы, а естественный период покоя — на летние.